# إدموند لا بوم شيربونييه
القس إدموند لا بوم شيربونييه (11 فبراير 1918-7 مارس 2017)، عالم أمريكي في مجال الدراسات الدينية. عمل أستاذًا للدين في كلية ترينيتي، كونيتيكت، وشماسًا في الكنيسة الأسقفية. ويشتهر بأعماله حول الديانة المسيحية، وتحليل الوثنية والتمييز بين الفكر الروحاني والإنجيلي، وجهوده في تطوير وتقدم الدراسات الدينية، وتأسيس قسم الدين في كلية ترينيتي عام 1955.

## النشأة
ولد إدموند شيربونييه في 11 فبراير 1918 في سانت لويس بولاية ميسوري. عمل والده، إدوارد غودوين شيربونييه، نائبًا لرئيس شركة رالستون بيورينا.
بعد التخرج من مدرسة سانت لويس كونتري داي، التحق شيربونييه بجامعة هارفارد، وتخصص في الجيولوجيا. في عام 1939، نال درجة البكالوريوس في الآداب بمرتبة الشرف. خلال سنوات دراسته الجامعية، حين انضم لأخوية وينثروب في جامعة هارفارد (واحد من اثني عشر سكنًا جامعيًا) انتُخب رئيسًا لجمعية أخوية فيليب بروكس (منظمة خدمة عامة ذات إدارة طلابية). كان عضوًا في لجنة أخوية وينثروب ونادي غلي في هارفارد، ومساهمًا نشطًا لعدة سنوات في الخدمة الاجتماعية في جمعية أخوية فيليبس بروكس.

## حياته المهنية
شغل شيربونييه وظيفة قصيرة كمدرس للغة اللاتينية في مدرسة آيفون أولد فارم في آيفون، كونيتيكت. بعد ذلك بوقت قصير، التحق شيربونييه بالمدرسة اللاهوتية الاتحادية في نيويورك. توقفت دراساته العليا خلال خدمته كطيار بحري أثناء الحرب العالمية الثانية. بعد خدمته في وقت الحرب، تابع دراساته اللاهوتية وفي عام 1947 تلقى درجة البكالوريوس في اللاهوت من الاتحاد. في العام نفسه، فُرِض عليه العمل شماسًا من قبل أسقف الكنيسة الأسقفية في ميزوري. أدت دراسته اللاحقة على زمالة فيسك من جامعة هارفارد إلى الحصول على درجة البكالوريوس في الآداب (1948) وماجستير الآداب (1952) من جامعة كامبريدج، إنجلترا. بالإضافة إلى ذلك، في عامي 1948 و1949 أقام شيربونييه كزميل في المدرسة الاتحادية بجامعة ستراسبورغ وجامعة زيورخ.
دخل شيربونييه برنامج الدكتوراه في جامعة كولومبيا. خلال دراسته في العام الدراسي 1949-1950، عمل مدرسًا مساعدًا لهنري بّي. فان دوزن في الاتحاد. حصل على توظيف لمدة عام واحد كأستاذ مساعد في الدين في كلية فاسار (1950-1951) ما منحه درجة الدكتوراه في الدين من كولومبيا. حملت أطروحة دكتوراه الخاصة به عنوان «الحرية والزمن: دراسة في بعض الإسهامات الأخيرة في المشكلة».
بعد كلية فاسار، انضم شيربونييه إلى كلية بارنارد في جامعة كولومبيا، وبقي فيها حتى ربيع عام 1955 كأستاذ مساعد وأستاذ مشارك في مادة الدين. بالإضافة إلى ذلك، بين عامي 1952 و1955، عمل شماسًا في كنيسة كاتدرائية القديس يوحنا الإلهية القريبة، خلال فترة عمادة أسقف كاليفورنيا المثير للجدل جيمس آبه. بايك في وقت لاحق. في 31 مايو 1954، سلطت صحيفة نيويورك تايمز الضوء على إحدى مواعظه الكاتدرائية في مقال بعنوان «عبادة المثل العليا التي قضي عليها».
تلقى شيربونييه الثناء على جهوده في وقت مبكر من حياته المهنية. في عام 1952، عبّر رينهولد نيبوهر عن امتنانه لشيربونييه في مقدمة كتابه سخرية التاريخ الأمريكي «لقراءته العميقة لمخطوطتي وللعديد من اقتراحاته لتحسينها».
في عام 1955، نشرت دار دبلداي كتاب شيربونييه قساوة القلب. وهو مجلد في «سلسلة الإيمان المسيحي» حرره رينهولد نيبوهر، قدمت الدراسة تفسيرًا معاصرًا لعقيدة الخطيئة. خلال العام التالي، نُشر الكتاب مجددًا من قبل دار فيكتور غولانسز في لندن. قدم الطبيب النفسي كارل مينينجر نبذة عن الكتاب في كتابه التوازن الحيوي:
«يصف شيربونييه في مقاله الجميل، قساوة القلب، أشكال الوثنية التي ينغمس فيها قساة القلوب. ويعدد الآلهة المخفية في الفلسفة الكلبية مثل القومية والإنسانية والقضيبية والاختلاطية الجنسية وتبجيل المال والعديد من التعابير اللطيفة مثل التوفير والدهاء والاقتصاد السليم. عدد شيربونييه أيضًا تحطيم الأيقونات واليأس الوجودي وما يدعى بحالة «الملائمة» و«القرابة» التي يُعتَقد أن بعض الأطباء النفسيين يوجهون مرضاهم إليها».
في خريف عام 1955، دَعت كلية ترينيتي في هارتفورد كونيتيكت شيربونييه لإنشاء قسم للدين. بعد أن عمل لمدة عامين كأستاذ مشارك، حصل على ترقية ليصبح أستاذ رئيسي ثم انضم إليه عضو ثانٍ في القسم، وهو الدكتور تيودور ماركوس ماوخ. برئاسة شيربونييه، أجري توسيع للقسم ليضم هيئة مكونة من خمسة أساتذة بدوام كامل بالإضافة إلى مدرسين مساعدين.
نال الأستاذ شيربونييه درجة دكتوراه فخرية في اللاهوت من جامعة فيرمونت في عام 1959. وحصل على إجازة تفرغ (ساباتيكال) في 1962-1963 فذهب إلى لندن، إنجلترا، كانت الإجازة مؤمنة من قبل زمالة ليلي لما بعد الدكتوراه. قضى إجازته التفرغية في إنجاز المزيد من العمل على التمييز بين الفكر الروحاني والإنجيلي. أخذ الدكتور شيربونييه إجازة أخرى في السنوات الأكاديمية 1970-1972 بالإضافة إلى الفصل الدراسي الأول من عام 1972-1973، والتي قضاها أيضًا في إنجلترا. تقاعد من منصبه في كلية ترينيتي عام 1983.
شملت اهتمامات الدكتور شيربونييه كفن تورينو وحياة القديس جان دارك (1412- 1431م).
يعد رجل دين من المرتبة الأكثر وقارًا في مستشفى القديس يوحنا القدس، وهو دير في الولايات المتحدة.